# پل ورهاخ
پل ورهاخ (هلندی: Paul Verhaegh؛ زادهٔ ۱ سپتامبر ۱۹۸۳) یک بازیکن فوتبال اهل هلند است.

## تیم ملی
وی همچنین در تیم ملی فوتبال هلند بازی کرده است.